# Giulio Paggio
Giulio Paggio (Saronno, 20 settembre 1925 – Praga, 15 novembre 2008) è stato un partigiano italiano, che nel dopoguerra a Milano comandò l'organizzazione paramilitare antifascista di ispirazione comunista nota come Volante Rossa "Martiri Partigiani".

## Biografia
Durante la Seconda guerra mondiale fu un giovane comandante partigiano comunista della 118ª Brigata Garibaldi "Attilio Tessaro", operante nella Val d'Ossola e nella zona di Milano-Lambrate con lo pseudonimo di "tenente Alvaro". All'epoca aveva fatto incidere sul calcio del proprio fucile la frase "Non si concedono bis".
Nell'immediato dopoguerra, impiegato all'Innocenti di Lambrate, fondò e divenne comandante della Volante Rossa "Martiri Partigiani", un'organizzazione paramilitare comunista attiva nel milanese che si prefiggeva principalmente la vendetta nei confronti dei fascisti repubblichini rimasti impuniti nel dopoguerra. Dal 1945 al 1949 organizzò diverse azioni, come ad esempio il saccheggio della sede della rivista il "Meridiano d'Italia" avvenuto il 16 giugno 1947, e l'attentato del 29 ottobre contro la sede del MSI di via santa Redegonda, oltre a omicidi come quello dell'ex generale della MVSN Ferruccio Gatti avvenuto il 4 novembre 1947. Il 27 gennaio 1947 avvennero gli ultimi due omicidi attribuiti alla Volante rossa, effettuati con l'utilizzo di un taxi: particolare che mise la polizia sulle tracce degli attentatori.
Una grossa retata avvenuta a Lambrate il 10 febbraio 1949 sotto il comando del questore Vincenzo Agnesina e del colonnello dei carabinieri Sante Mantarro portò all'arresto di ventisette persone a vario titolo coinvolte nell'attività della Volante Rossa. Nel 1951 fu condannato dalla Corte d'assise di Verona alla pena dell'ergastolo in quanto ritenuto l'esecutore materiale di due omicidi. La condanna fu confermata due anni dopo in Appello a Venezia. Nel frattempo, Paggio era fuggito (unitamente ad altri tre "volantisti") in Cecoslovacchia con l'aiuto del PCI. Dopo aver frequentato la scuola di partito organizzata del PCI, entrò a lavorare nell'emittente statale cecoslovacca Radio Praga e divenne il responsabile del programma in lingua italiana Oggi in Italia curata direttamente dal PCI. In seguito collaborò anche alla rivista Problemi della pace e del socialismo.
A Radio Praga rimase fino al marzo del 1976; poi venne assunto alla Nuova Rivista Internazionale, dove restò fino al raggiungimento della pensione. Nel frattempo sul suo conto si diffusero le voci più disparate che lo indicavano in Svizzera oppure arruolato agli inizi degli anni Cinquanta nella Legione straniera francese e combattente nella guerra d'Indocina. Il 26 ottobre 1978 il Presidente della Repubblica Sandro Pertini firmò il decreto che gli concedeva la grazia insieme a Natale Burato e Paolo Finardi. Paggio nel 1979 rientrò brevemente in Italia, presentandosi nella sede centrale del PCI in via delle Botteghe Oscure.
Rientrò poi a Praga, dove morì il 15 novembre 2008.